# مقاطعة أمور
مقاطعة أمور (بالروسية:Аму́рская о́бласть) هي إحدى كيانات روسيا الاتحادية في روسيا، تدخل في منطقة الشرق الأقصى الفيدرالية. عاصمتها الإدارية هي مدينة بلاغوفيشتشينسك، تحدها ياقوتيا من الشمال، وخاباروفسك كراي من الشرق، والأوبلاست اليهودية الذاتية في الجنوب الشرقي، وزابايكالسكي كراي في الغرب، لها حدود مشتركة من الجنوب مع مقاطعة هيلونغجيانغ الصينية، وبها نهر بوريا.

## الأسماء
أمور كراي ( Аму́рский край) أو برياموري (Приаму́рье) كانت أسماء غير رسمية للأراضي الروسية الواقعة على ضفاف نهر آمور المستخدمة في أواخر الإمبراطورية الروسية والتي تتوافق تقريبًا مع منطقة أمور الحديثة.

## مدن وقرى
أكبر المناطق الحضرية في الإقليم هي بلاغوفيشتشينسك، بيلوغورسك، سفوبودني، تيندا، رايتشيخينسك.

### السياسة
حاكم منطقة آمور أوبلاست منذ عام 2018 هو فاسيلي أورلوف.
في 19 سبتمبر 2021, أُجريت انتخابات الجمعية التشريعية لإقليم أمور . دخل مرشح واحد وسبعة أحزاب إلى البرلمان الإقليمي: روسيا الموحدة - 18 مقعدًا؛ الحزب الشيوعي للاتحاد الروسي - 3 مقاعد؛ الحزب الديمقراطي الليبرالي الروسي، روسيا العادلة – من أجل الحقيقة، حزب المتقاعدين، الشعب الجديد، والشيوعيين في روسيا - واحد في كل مكان.
رئيس الجمعية التشريعية هو كونستانتين دياكونوف.

### الحكام
- 1991 - ألبرت كريفتشينكو
- 1993 - ألكسندر سورات
- 1993 - فلاديمير بوليفانوف
- 1994 - فلاديمير دياتشينكو
- 1996 - يوري لياشكو
- 1997 - أناتولي بيلونوجوف
- 2001 - ليونيد كوروتكوف
- 2007 - نيكولاي كوليسوف
- 2008 - أوليغ كوزيمياكو
- 2015 - ألكسندر كوزلوف
- 2018 - فاسيلي أورلوف

### التركيبة السكانية
عدد السكان : 766,912 ( التعداد السكاني 2021 )
| العرقيات في أمور أوبلاست في عام 2021 | العرقيات في أمور أوبلاست في عام 2021 | العرقيات في أمور أوبلاست في عام 2021 |
| عِرق                                  | سكان                                 | نسبة مئوية                           |
| ------------------------------------ | ------------------------------------ | ------------------------------------ |
| الروس                                | 689,864                              | 95.2%                                |
| الأوكرانيين                          | 4,422                                | 0.6%                                 |
| الأرمن                               | 2,988                                | 0.4%                                 |
| الأوزبك                              | 2,328                                | 0.3%                                 |
| الأذربيجانيين                        | 1,709                                | 0.2%                                 |
| التتار                               | 1,546                                | 0.2%                                 |
| العرقيات الأخرى                      | 21,986                               | 3.0%                                 |
| لم يتم ذكر العرق                     | 42,069                               | -                                    |

الإحصائيات الحيوية لعام 2022:
- المواليد: 6,967 (9.0 لكل 1000)
- الوفيات: 11346 (14.7 لكل 1000) متوسط العمر (2021): [8] المجموع — 66.30 سنة (الذكور- 61.75 / الإناث— 71.11)

### الدين في أمور أوبلاست اعتبارًا من عام 2012 (سريدا أرينا أطلس)[9][10]الروسية الأرثوذكسية25.1%الأرثوذكسيةالأخرى0.7%المسيحيةالأخرى4.8%الإسلام0.6%لادينية روحانية41%إلحادولادينية23.6%أخرى وغير معلنة4.2%
وفقًا لاستطلاع عام 2012 25.1% من سكان آمور أوبلاست يلتزمون بالكنيسة الأرثوذكسية الروسية, و5% هم مسيحيون عموميون غير منتسبين, و1% مؤمن أرثوذكسي دون الانتماء إلى أي كنيسة أو يلتزم بكنيسة أخرى (غير روسية). الكنائس الأرثوذكسية, و1% من معتنقي الإسلام. بالإضافة إلى ذلك, يعلن 41% من السكان أنهم "روحيون ولكن غير متدينين", و24% ملحدين, و2.9% يتبعون ديانات أخرى أو لم يعطوا إجابة على السؤال.

## الاقتصاد

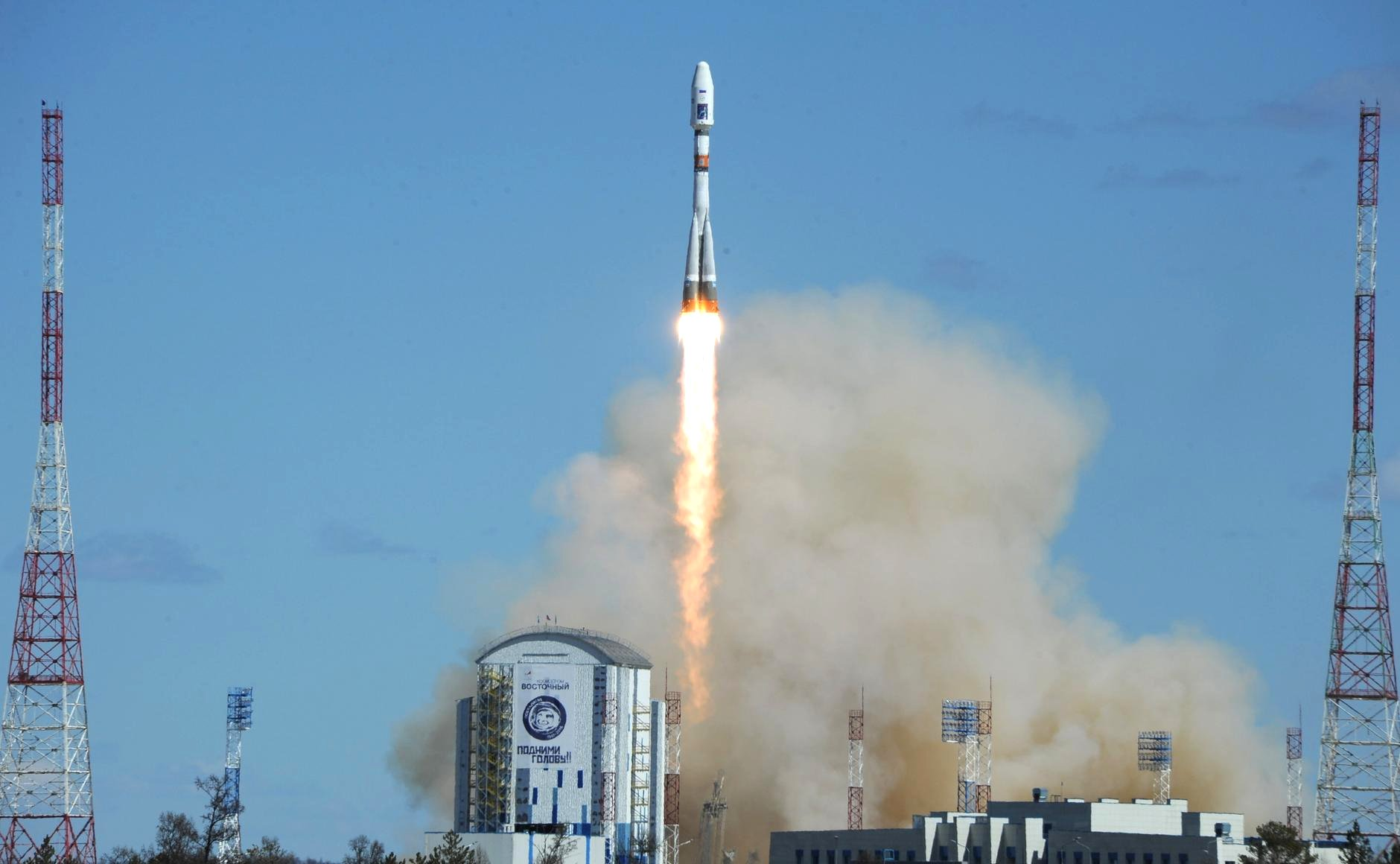
قاعدة فوستوشني الفضائية في منطقة أمور

بلغ نصيب الفرد من الناتج الإقليمي الإجمالي في عام 2007 حوالي 131,039 روبل, في حين كان المتوسط الوطني 198,817 روبل.

### التجارة الخارجية
الصادرات الأجنبية الرئيسية للإقليم هي الأخشاب الخام (1,172,900 متر مكعب تذهب إلى الصين وكوريا الشمالية واليابان وكازاخستان وأوكرانيا)، والسلع المعدنية (68300 طن إلى الصين وكازاخستان)، والآلات والمعدات والنقل (12300 طن إلى الصين واليابان). وكوريا الجنوبية وكازاخستان وأوكرانيا.) الواردات الأجنبية الرئيسية هي الأغذية والمشروبات من الصين وكازاخستان وأوزبكستان والفلبين. المنسوجات والأحذية من الصين؛ والآلات والمعدات من أوكرانيا واليابان.

### مطار فوستوشني الفضائي
في يوليو 2010، أعلن رئيس الوزراء فلاديمير بوتين أن المنطقة ستكون موقعًا لقاعدة فوستوشني الفضائية الجديدة ("الميناء الفضائي الشرقي")، لتقليل الاعتماد الروسي على قاعدة بايكونور الفضائية في كازاخستان. تم إطلاق الصاروخ الأول من الموقع في 28 أبريل 2016.

## المحافظة الشقيقة
- تشنغتشونغ, كوريا الجنوبية